# Dümmerlohausen
Dümmerlohausen ist ein Ortsteil der Stadt Damme im niedersächsischen Landkreis Vechta.

## Geografie und Verkehrsanbindung
Dümmerlohausen liegt östlich des Kernortes Damme und westlich des Dümmers an der Landesstraße L 853.

## Persönlichkeiten
- Alwin Schomaker (* 1907 in Dümmerlohausen; † 1982 in Damme), Schriftsteller und Heimatforscher

## Sonstiges
- Jugend- und Freizeitzentrum am Dümmer in Dümmerlohausen[1]
- Dümmer Vogelschau in Dümmerlohausen[2]
- 1939 wurde in Dümmerlohausen ein Einbaum gehoben[3]

## Trivia
Schauplatz der Erzählung "Seelandschaft mit Pocahontas" von Arno Schmidt ist der Gasthof Schomaker in Dümmerlohhausen.